# Concili de Barcelona (906)
El Concili de Barcelona es va celebrar entre gener i juliol de 906 amb l'assistència de l'arquebisbe de Narbona Arnust i el bisbe de Girona, Servus Dei.
Els comtats vinculats a la província de Narbona s'estaven re-estructurant a causa de la seva expansió i això comportava, també, la necessitat d'una nova estructuració religiosa.
Guifré II, al començament del segle x, avançà notablement en terres del Berguedà i el Vallès Oriental. En aquesta zona és l'abadessa Emma, filla de Guifre el Pilós, qui reclamà la restitució d'una dotzena de parròquies a favor de Sant Joan de les Abadesses.
Al Concili de Barcelona, Guifré II es va autoproclamar príncep, deixant als seus germans Sunifred II d'Urgell i Miró II de Cerdanya sota la seva autoritat.
D'altra banda, s'inicià la transició entre el concepte de la parròquia com un territori, expressada en diccions com "ecclesia cum sua parrochia" i la parròquia en un sentit més ampli d'institució, que reuneix església, demarcació i drets, i que apareix als documents amb el simple esment "parrochia Sancti N.". No obstant això, aquest canvi tardaria encara força temps a difondre's.